# Polana (gmina Murska Sobota)
Polana – wieś w Słowenii, w gminie miejskiej Murska Sobota. W 2018 roku liczyła 194 mieszkańców. 